# Jukaruka typica
Jukaruka typica är en insektsart som beskrevs av William Lucas Distant 1907. Jukaruka typica ingår i släktet Jukaruka och familjen dvärgstritar. Inga underarter finns listade i Catalogue of Life.